# Augustin Michel
Augustin Michel, belgijski general, * 14. maj 1855, † 15. junij 1931.